# Hennie Matteman
Hennie Matteman (19 de diciembre de 1955) es una deportista neerlandesa que compitió en judo. Ganó tres medallas en el Campeonato Europeo de Judo entre los años 1975 y 1979.

## Palmarés internacional
| Campeonato Europeo | Campeonato Europeo      | Campeonato Europeo | Campeonato Europeo |
| Año                | Lugar                   | Medalla            | Categoría          |
| ------------------ | ----------------------- | ------------------ | ------------------ |
| 1975               | Múnich (RFA)            | Medalla de bronce  | –52 kg             |
| 1976               | Viena (Austria)         | Medalla de bronce  | –52 kg             |
| 1979               | Kerkrade (Países Bajos) | Medalla de plata   | –52 kg             |